# Drongo de Sumatra
El drongo de Sumatra (Dicrurus sumatranus) és un ocell de la família dels dicrúrids (Dicruridae).

## Hàbitat i distribució
Habita la selva humida, manglars i zones una mica més obertes a les terres baixes de Sumatra.